# Lohnweiler
Lohnweiler är en kommun och ort i Landkreis Kusel i förbundslandet Rheinland-Pfalz i Tyskland.
Kommunen ingår i kommunalförbundet Verbandsgemeinde Lauterecken-Wolfstein tillsammans med ytterligare 40 kommuner.